# Historieta franco-belga

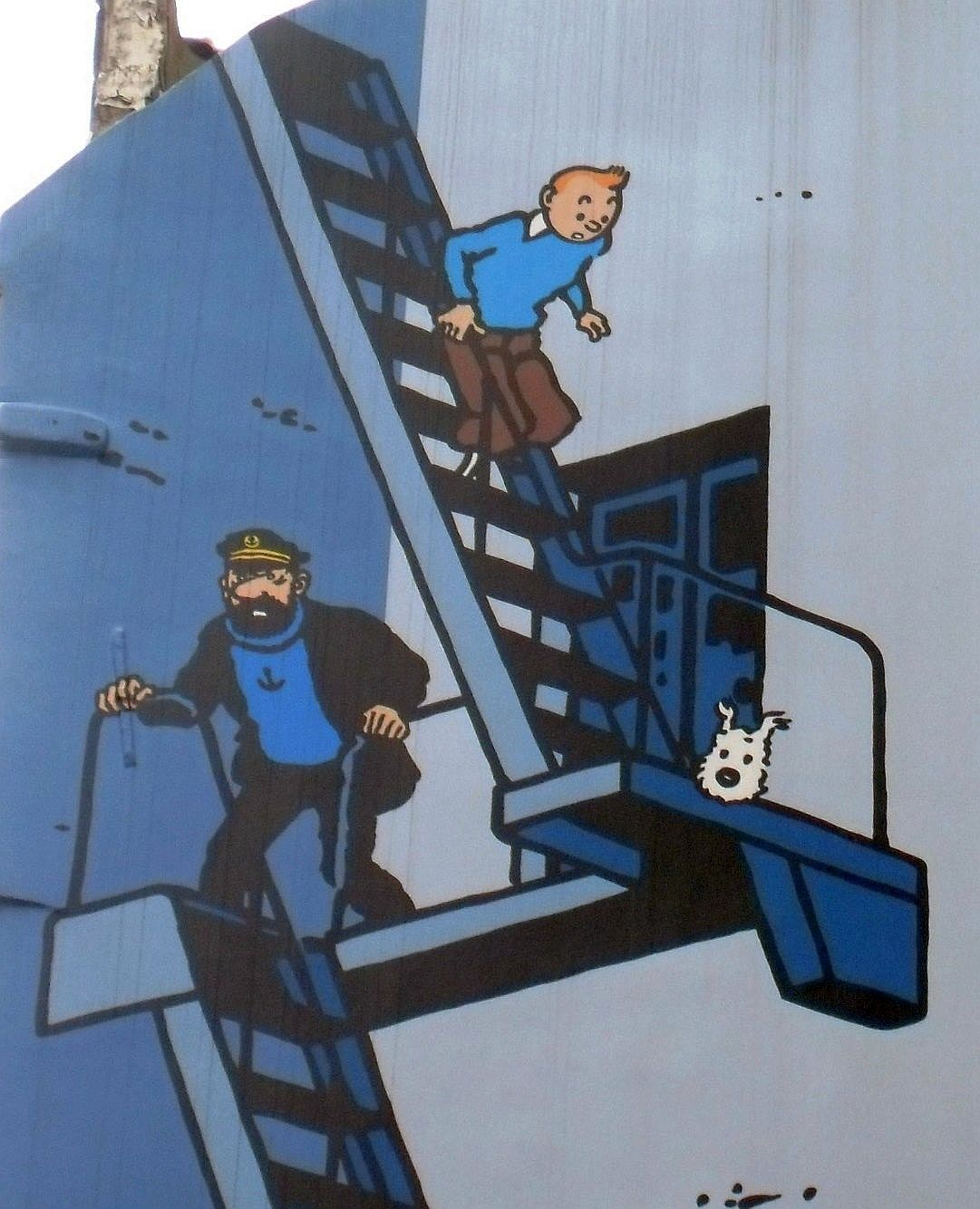
Mural de El asunto Tornasol, uno de los álbumes de la célebre historieta franco-belga Las aventuras de Tintín, parte de la ruta del cómic de Bruselas

La historieta o cómic franco-belga, llamada en francés Bandes dessinées (singular bande dessinée; literalmente 'tiras dibujadas'), y abreviada BDs, comprende la historieta francófona producida en Bélgica y Francia. Por extensión, el término se refiere al conjunto de estilos y contextos editoriales comunes al cómic europeo francófono después de la Segunda Guerra Mundial.
La historieta franco-belga constituye una de las tres grandes tradiciones historietísticas a nivel mundial, junto con la estadounidense y la japonesa. Es además la que goza de mayor salud en toda Europa, hasta tal punto que en 2005 constituía el 7 % de la producción editorial de Francia, con unas ventas totales de 32.933.000 ejemplares, repartidas en 2.875 álbumes, con una tirada media de 12.393 unidades. El gran superventas es Titeuf, cuyo álbum duodécimo, alcanza prácticamente medio millón de ejemplares vendidos en 2008.
Aunque tanto Francia como Bélgica habían tenido autores de cómics de renombre, el cómic conocido como «franco-belga» despegó realmente en la inmediata posguerra, cuando las publicaciones periódicas editadas en Bélgica, las principales de las cuales eran Le Journal de Tintin, fundado en 1946 por Raymond Leblanc, y Le Journal de Spirou, conquistaron el mercado francés. La competencia entre estas revistas y el ritmo de publicación semanal provocaron un fermento creativo y varios autores surgieron durante este periodo. El panorama y los mercados del cómic en Francia y en la Bélgica francófona se volvieron inseparables: entre los cómics franceses, belgas y suizos francófonos, que compartían el mismo contexto artístico y comercial, la identidad nacional era a menudo difusa. Muchos autores franceses o suizos trabajaban para editoriales belgas, y los autores belgas tenían una amplia difusión entre el público francófono. Los académicos sitúan el final de la «edad de oro» de la historieta franco-belga a principios de los años 70, con la aparición de nuevas revistas que aportaron nuevos estilos gráficos, como L'Écho des savanes y Métal hurlant.
Varios autores de cómic franco-belga han alcanzado fama internacional y, más allá de sus contextos locales, han influido en autores de varios países, sobre todo de Italia, España, Japón y América Latina, principalmente Argentina. La historieta franco-belga está emparentada con la historieta neerlandesa: muchos autores francófonos son traducidos al neerlandés en Flandes y los Países Bajos, mientras que autores flamencos y neerlandeses publican con editoriales francófonas o están influenciados por las distintas escuelas de estilo franco-belgas.
Entre las historietas franco-belgas más populares están Las aventuras de Tintín y Las aventuras de Jo, Zette y Jocko (de Hergé), Tomás el Gafe (Franquin), Astérix (Goscinny & Uderzo), Lucky Luke (Morris & Goscinny) y Los Pitufos (Peyo). Algunas de las historietas franco-belgas de dibujo y trama realistas más apreciadas son El Teniente Blueberry (Charlier & Giraud, "Moebius"), Thorgal (van Hamme & Rosiński), XIII (van Hamme & Vance) y las creaciones de Hermann.
En su trayectoria se inscriben revistas del calibre de Métal Hurlant, Pilote o Spirou, series como Astérix, Barbarella, La Mazmorra, Tintín o XIII y autores como Chaland, Cosey, Lauzier, Moebius, Tardi o Hergé, incluyendo a pioneros del medio como Töpffer. Cuenta con premios como el Saint-Michel y su evento más importante es el Festival de Angulema.
Las producciones más populares son traducidas a otras lenguas por editoriales extranjeras, prioritariamente a español e inglés, pero su influencia no se limita a estos lectores, sino que incide también en sus artistas. De esta forma, muchas otras tradiciones europeas, como la italiana y la española, están fuertemente influenciadas por la historieta franco-belga. Autores argentinos, como Copi o Juan Giménez; chilenos como Alejandro Jodorowsky, y españoles, como José Luis Munuera o Julio Ribera trabajan además de forma directa para el mercado francófono. Lo mismo ocurre con la iraní Marjane Satrapi, el polaco Grzegorz Rosinski o el serbio Enki Bilal.

## Terminología
En estos países las historietas y álbumes son conocidos como bandes dessinées (abreviado, BD) en francés y stripverhalen en holandés. La palabra francesa es una adaptación de 1962 de inglés comic strip ('tira de cómic'), usándose anteriormente expresiones como histoires en estampes, histoires en images, récits illustrés, films dessinées o comics. En Portugal, a su vez, se tradujo el nombre francés para crear banda desenhada.
Hay que resaltar que el término bandes dessinées no contenga ninguna indicación de su tema, a diferencia de los términos ingleses «comics» y «funnies», que se asocian a lo divertido y humorístico e implican una forma de expresión frívola y susceptible de no ser tomada en serio.

## Definición
El término bande dessinée es amplio, y puede ser aplicado a todas la historietas realizadas por autores franceses y belgas, a todas las historietas publicadas originalmente por editores franceses y belgas, o a historietas que aparezcan en cualquier revista belga, y por extensión francesa. Historietas que no se crean en francés, sino en neerlandés son a veces incluidas y, a veces excluidas, de esta tradición.
Tanto Bélgica como Francia gozan de una larga tradición historietística. En relación con el tamaño respectivo de sus países, los innumerables autores de la región publican un gran número de álbumes de historietas. De hecho, la distinción de la historieta como el «noveno arte» (le neuvième art) es frecuente en la crítica y las becas de habla francesa.
El término «bande dessinée» también se utiliza para referirse a los álbumes, que se caracterizan por un formato típico (entre 40 y 60 páginas) y el material en el que el típicamente está impresos: papel de alta calidad y coloración, más o menos de tamaño A4, 22x29 cm (en 8.4x11.6). En América del Norte, las historietas franco-belgas a menudo son consideradas equivalentes de su concepto de novela gráfica, independientemente de su extensión y de si han sido publicadas de forma serializada o no.
Oscar Masotta también menciona la concordancia de los estilos basados en «un tiempo lento, sutilmente impregnado de humor», con ciertas pautas culturales francesas. Un autor radicado en Francia como el español Víctor de la Fuente no ha dejado de recalcar que el lector francés «está acostumbrado a historias mucho más reflexivas, donde la acción por la acción no tiene el valor que generalmente el español o el italiano le atribuye; (...) el diálogo tiene mucha más importancia que la imagen».

## Historia

### Nacimiento y principios
En la Edad Media, la narración visual en las naves de las iglesias, como en los 24 compartimientos del vitral de la Catedral de Chartres, se desarrollaría todavía más en el extraordinario Tapiz de Bayeux (siglo XI), así como en la tradición de manuscritos iluminados. Para teóricos como Oscar Masotta, el verdadero parecido entre la historieta moderna y sus parientes de antaño no comenzaría hasta finales del siglo XIV con la utilización del grabado en madera o xilografía para producir las famosas Biblia pauperum.
Gutenberg introdujo la imprenta en 1446, y ya desde el siglo XVI, comienzan a difundirse las aleluyas. En 1796, Jean-Charles Pellerin inicia en la región de Épinal, una industria de producción de estampas conocida como imágenes de Épinal.

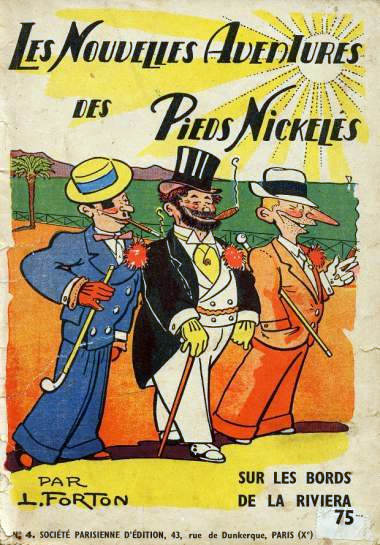
Les Pieds Nickelés de Louis Forton

Será en 1830 cuando la revista Le Caricature inaugure la tradición contemporánea de la caricatura política lanzando una campaña contra Luis Felipe. El testigo de Le Caricature sería recogido por Le Charivari que expurgó la crítica política en favor del simple humor. El franco-suizo Rodolphe Töpffer es considerado el popularizador de la historieta moderna a partir de su Histoire de M. Jabot publicada en 1833, a la que seguirían otros seis álbumes. Su Ensayo sobre fisionomía de 1845 es considerado como el primer texto teórico del medio. Surgen también series con personajes fijos, como La Famille Fenouillard, creada por Georges Colomb para Le Petit Français illustré en 1889. En 1908, el francés Louis Forton crea Les Pieds Nickelés e incluye por primera vez bocadillos dentro de los dibujos. En los años 1920 destacan las originales novelas sin palabras de Frans Masereel que serían imitadas por estadounidenses como Lynd Ward.
El uso exclusivo de globos de diálogo no se generalizará hasta la belga Zig et Puce (1925) de Alain Saint-Ogan y Las aventuras de Tintín (1929), serie de la que Hergé, su creador, dibujará un total de 22 álbumes hasta su muerte, en 1983. Estas dos series conocen una popularidad enorme en Bélgica en los años 1930 y resisten a la popularidad creciente de las series estadounidenses. En 1938 nace el semanario belga Le Journal de Spirou, que se convertirá en una de las más importantes publicaciones de historieta después de la guerra.
A mediados de los años treinta, la historieta estadounidense invade el ámbito francés con Le Journal de Mickey, lanzado en 1934 por Paul Winckler. Esta revista muy popular publica series estadounidenses y amenaza la producción francesa, acarreando la desaparición de varias revistas. Sin embargo, se mantienen revistas locales dinámicas como Cœurs Vaillants/Âmes Vaillantes, Junior y Bayard, de tradición católica.

### La edad de oro

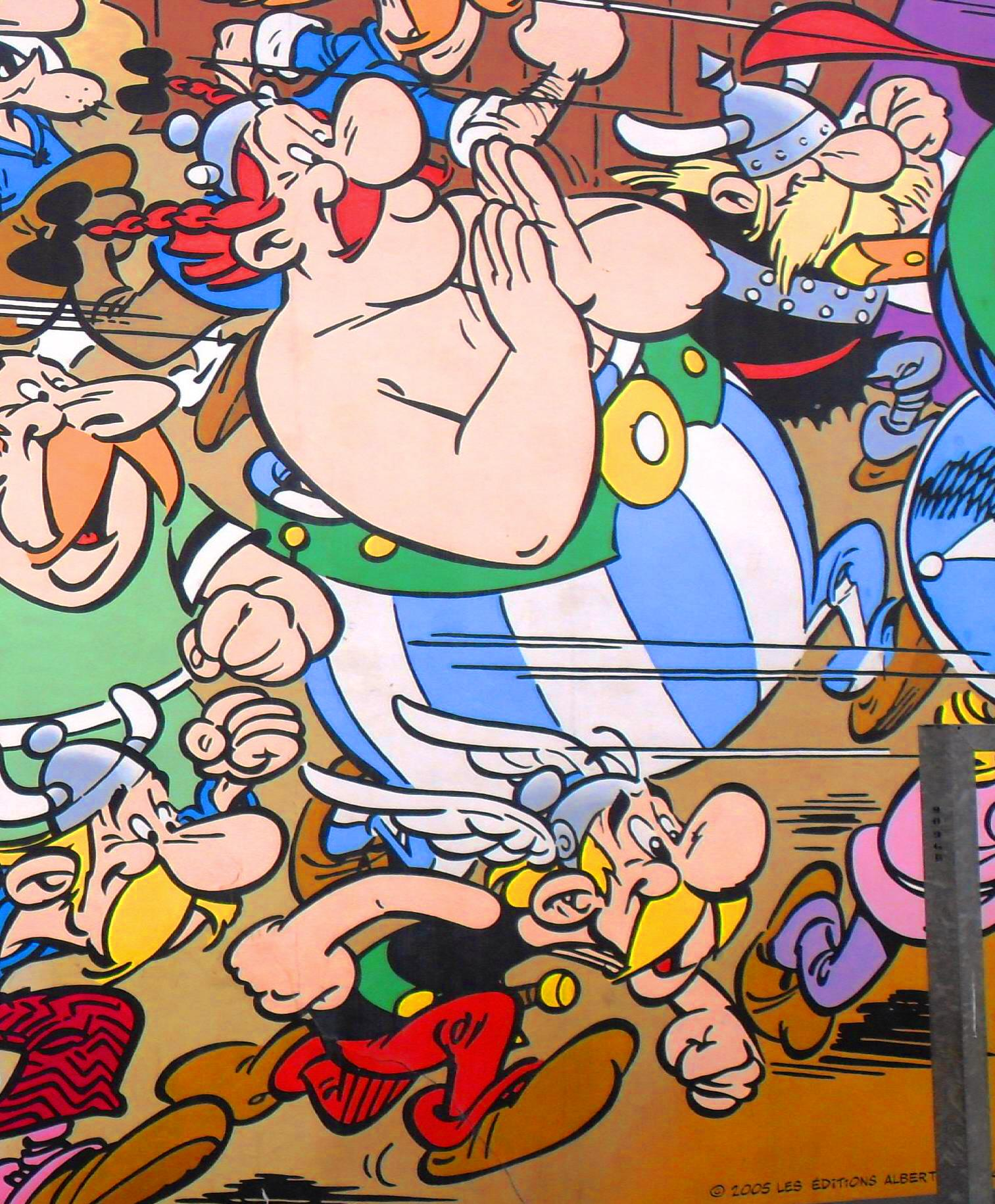
Detalle de una pintura mural en Bruselas de la famosa historieta franco-belga Astérix el Galo, parte de la ruta del cómic de Bruselas

Después de la Segunda Guerra Mundial, crece la popularidad de las revistas belgas Le Journal de Spirou (o Spirou), del grupo Dupuis, creada en 1938, y Tintín, creada en 1945 por la editorial Le Lombard. Estas dos revistas fueron rivales directas durante décadas. Aunque después de la guerra, la producción francesa conoce una recuperación rápida, con una dominación del sector por algunas revistas de tradición cristiana (revistas de la editorial Fleurus) o comunista (la revista Vaillant), en pocos años los dos semanarios belgas se imponen rápidamente en el mercado francés, con la comercialización en este país de Spirou desde 1946 y de Tintín a partir de 1948.
La revista Tintín cuenta con autores prestigiosos como Hergé, autor de Las aventuras de Tintín, Jacobs, creador de Blake y Mortimer, Jacques Martin, autor de Alix y Lefranc, Bob de Moor, Paul Cuvelier, Jacques Laudy, que adoptan el estilo de la línea clara o de la «escuela de Bruselas», con series realistas y con sólida documentación. En los años 1950, se añaden artistas como Greg y Hermann. La revista competidora Spirou conoce un éxito similar gracias a artistas como Jijé, Franquin, Morris, Peyo, y a los guionistas Charlier y Goscinny, pero con un estilo muy distinto, el de la «escuela de Charleroi» o «escuela de Marcinelle», con series más humorísticas. Con las series Spirou y Fantasio, Lucky Luke (1946), Gaston Lagaffe (1957) y Los Pitufos (1958), la revista se convierte en el líder del mercado.
En 1959 aparece la revista francesa Pilote, fundada por Goscinny y Charlier, y comprada por la editorial Dargaud el año siguiente. Esta revista experimenta una inmensa popularidad en Francia, con las series Astérix el Galo (1959), Teniente Blueberry (1963), Aquiles Talón (1963), pero también Iznogud (1965), Philémon (1965), y Valerián y Laureline (1967). Esta nueva publicación provoca una primera modernización de la historieta franco-belga hacia un público mayor de edad y se convierte en una revista de referencia. Emplea a varios autores talentosos como Uderzo, Jean Giraud, Greg, Fred, Jean Tabary, Marcel Gotlib, Nikita Mandryka, Claire Bretécher, cuyas obras atraen a muchos adultos.

### Los años 1970 y 1980

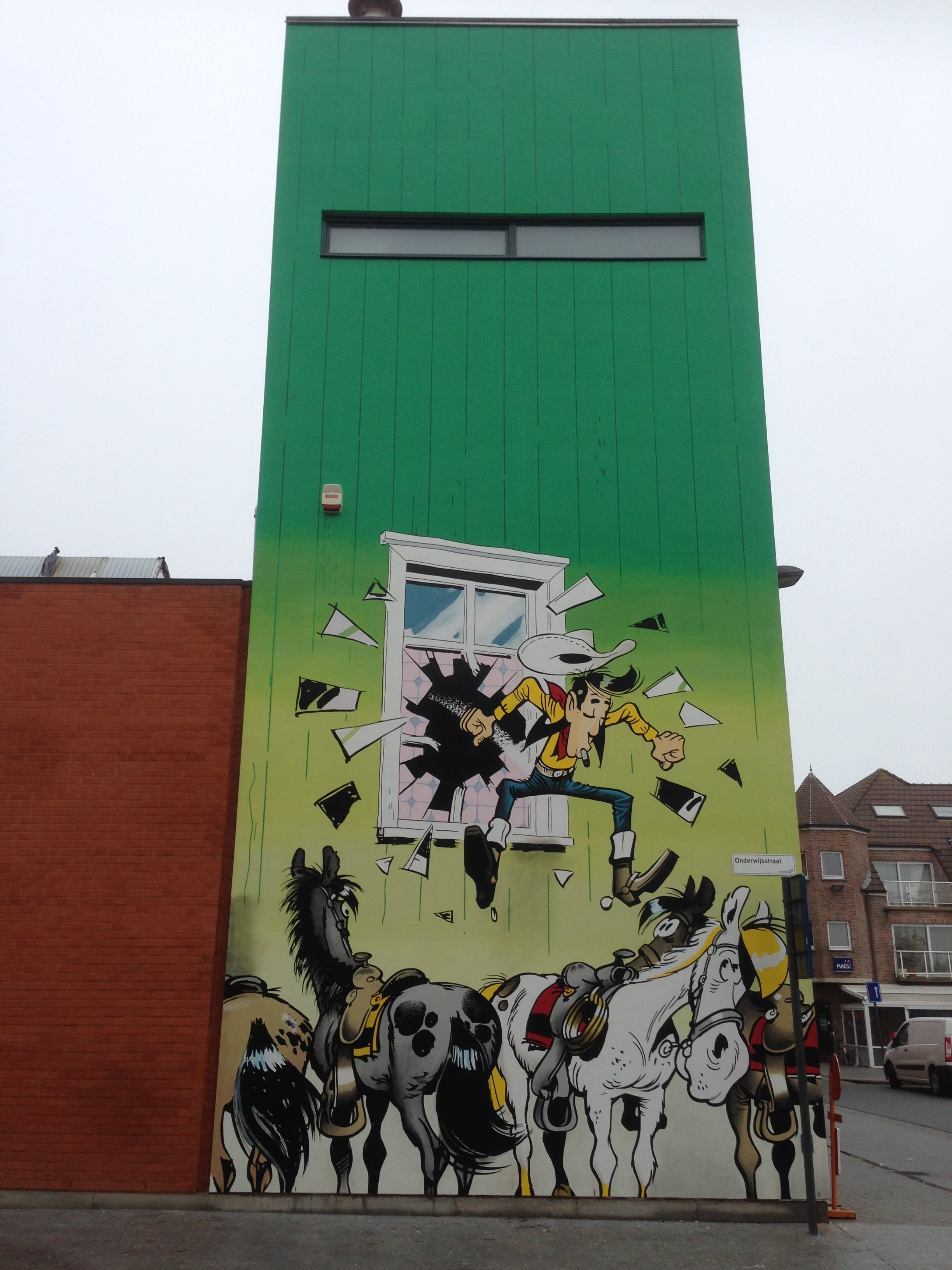
Lucky Luke en un mural de Middelkerke.

Los contenidos de las revistas evolucionan más rápidamente a partir de los eventos de mayo de 1968. Unos de los efectos de la evolución de las mentalidades es la casi desaparición de la censura, lo que permite a algunos artistas experimentar otros estilos y crear sin prohibiciones. La revista Pilote se convierte en una publicación de vanguardia. Una consecuencia de esta evolución es la transferencia de artistas de Spirou y Tintín hacia Pilote, donde la censura es menos fuerte, a pesar de una cierta evolución de las dos revistas juveniles.
Una evolución más radical se produce con la aparición en Francia de semanarios para adultos lanzados por ex dibujantes de Pilote. Así aparece las revistas L'Écho des Savannes, fundado en 1972 por Marcel Gotlib, Nikita Mandryka y Claire Bretécher. En 1975, la creación de Fluide Glacial por Gotlib y de Métal Hurlant por Moebius es un paso decisivo. También aparecen Pif Gadget (que publica Corto Maltés en Francia) y Charlie Mensuel en 1969, y luego (A SUIVRE) en 1977. La creación de estas revistas marca un alejamiento de los semanarios juveniles tanto por el estilo de los dibujos y los temas como por el público al que se dirige. Estos artistas, la mayor parte de ellos franceses, reivindican una ruptura con la historieta juvenil tradicional.
Este periodo conoce evoluciones importantes. Las influencias y estilos de la historieta francofóna se diversifican, con la aparición de series de fantasía heroica (La búsqueda del Pájaro del Tiempo, Thorgal), ciencia ficción (Valerián y Laureline, de Christin y Mezières, Barbarella de Forest, series de Moebius, Bilal, Peeters, Druillet) y fantástico (Adèle Blanc-Sec de Tardi). Al mismo tiempo, se continua creando series de tradición realista, pero para un público menos infantil, y con un nuevo auge del tema policíaco (XIII, Largo Winch), del histórico (Corto Maltese de Hugo Pratt, series de la editorial francesa Glénat) y del western (Comanche de Greg y Hermann).

### Los tiempos modernos
Las experiencias de edición de los años 1970 y 1980 se transforman en un sólido sector del mercado a partir de la década 1990. Las influencias se internacionalizan: la historieta franco-belga se fija en los cómics estadounidenses y japoneses, al mismo tiempo que estos se interesan por la historieta europea.
La historieta de publicación periódica casi desaparece a favor del álbum, poniendo fin a la edad de oro de las revistas de prepublicación. Las editoriales diversifican su producción, utilizando nuevos formatos, incluyendo formatos más caros, tales como álbumes o revistas de lujo para buscar a un lector más adulto. Se desarrolla el merchandising en el sector, la utilización de la publicidad y la comercialización de productos licenciados. La restructuración del sector permite la aparición de nuevas editoriales, como Delcourt, Vents d'Ouest, Soleil. Se afianzan también editoriales como L'Association o Cornélius en Francia y Fréon en Bélgica.
Se utilizan nuevos temas como los problemas sociales y actuales y la vida cotidiana, con un auge del costumbrismo. Los autores que publican, y que a menudo se autoeditan, tienden a menudo hacia la autobiografía y la historieta experimental, aunque tampoco dejan de lado los géneros y la aventura. Algunos de los más emblemáticos podrían ser Lewis Trondheim, Joann Sfar, David B., Marjane Satrapi. No pretenden alejarse del gran público ni de los géneros más clásicos. Un buen ejemplo sería la serie de La Mazmorra, de Trondheim y Sfar, que se inscribe dentro del género de la fantasía heroica.

## Publicación

### Editoriales
Durante la edad de oro de la bande dessinée, es decir en los años 1950 y 1960, el mercado era dominado por tres editoriales poderosas, Dargaud, Dupuis, y Le Lombard, que publicaban las series más populares. Por eso utilizaban sus revistas de prepublicación, Spirou (Dupuis) y Tintín (Le Lombard), y Pilote (Dargaud), que gozaban de una enorme popularidad.
Sin embargo, con la evolución y la diversificación de los estilos y la emergencia de una historieta para adultos, nuevos publicadores aparecieron a partir de los años 1970 y 1980, como Glénat, Fluide Glacial, Humanoïdes Associés, Audie, Vent des Savannes, Delcourt, Vents d'Ouest, Soleil. Sin embargo, en los años 1990 emergieron grandes grupos publicadores, concentración que se debe al tamaño limitado del mercado y del estancamiento de las vendas.
El primero movimiento de concentración comenzó con el grupo Media-participation, que compró Le Lombard en 1988, Dargaud en 1989, y Dupuis en 2004. Hoy en día, con la adquisición de los tres editoriales «históricos» de la historieta franco-belga, este enorme grupo controla así el tercio del mercado, seguido por los grupos Glénat (Glénat, Vents d´Ouest, Vent des Savannes), Flammarion (Casterman, Fluide Glacial, Audie), MC Productions (Soleil), Delcourt (Delcourt). Al lado de esos cinco grupos, existen otros grupos y publicadores gigantes, pero poco presentes en el mercado de la historieta (Editis, Le Seuil, Hachette, Albin Michel). Existen también editoriales independientes de historietas, la más conocida siendo Humanoïdes Associés.

#### Revistas de prepublicación
Desde los principios del siglo veinte hubo revistas que se convirtieron en el formato ideal para la publicación de historietas en Francia y Bélgica. Durante décadas, las revistas de «prepublicación» desempeñaron un papel esencial para el dinamismo de la historieta francófona, dando la posibilidad a autores talentosos de desarrollar su estilo y crear nuevas series. Durante la "edad de oro" del género, estas revistas fueron un apoyo indispensable para los editoriales. De este periodo destacan Spirou, Tintín, Pilote. A partir de los años 1970, se añadieron revistas de vanguardia como L'Écho des Savannes, Fluide Glacial y Métal Hurlant.
Sin embargo, a partir de los años 1980 y 1990, la mayoría de los nuevos libros se publicaron directamente en álbumes, sin prepublicación. La evolución del mercado y la muerte de Hergé y de Charlier provocaron la desaparición de Tintín y Pilote a finales de los años 1980. No obstante, hoy todavía existen periódicos de prepublicación para el mercado francófono, siendo los más exitosas Spirou y Fluide Glacial.
Aquí son los principales y más duraderas revistas de historietas publicadas en Francia y Bélgica, con el publicador que poseía o posee la revista y con las fechas de publicación:
- Spirou (Dupuis) 1938 - aún publicado
- Vaillant (Éditions Vaillant) 1945 - 1969
- Tintín (Le Lombard) 1948 - 1988
- Pilote (Dargaud) 1959 - 1989
- Récord (revista) (Bonne Presse) 1962 - 1976
- Pif Gadget (Pif edition) 1969 – 1994
- Charlie Mensuel 1969 - 1984
- L'Écho des Savannes (Albin Michel) 1972 – 2006
- Fluide Glacial (Audie) 1975 - aún publicado
- Métal Hurlant (Les Humanoïdes Associés) 1975 – 1987
- (A SUIVRE) (Casterman) 1978 - 1997

### Mercado y peso financiero
Después de la edad de oro de la historieta franco-belga, las ventas totales del mercado no dejaron de bajar, pero luego se estabilizaron. En 2009, se vendieron entre 30 y 40 millones libros, con un volumen de negocio de 300 a 400 millones de euros. En cambio, la producción de nuevos álbumes y series por los artistas conoció un aumento significativo, en particular a partir de los mediados de la década 1990. Así, el número total de nuevos libros en el mercado francófono europeo rodeaba 500 a finales de los años 1990, mientras que superaba 1000 diez años después (cerca de 1500 en 2008). Esta producción creciente junto a un estancamiento de las ventas implica una baja de la rentabilidad financiera de los álbumes y de las ventas para cada libro.
A pesar de que las series más populares son traducidas en otras lenguas y exportadas al extranjero, la mayor parte de las ventas son locales, es decir los álbumes se comercializan en prioridad en Francia y Bélgica. El peso económico de la historieta franco-belga en esos países sigue siendo significante. Hoy en día, el sector (libros extranjeros incluidos) representa un 12 % de las ventas totales, todos géneros confundidos, y un 7 % del volumen de negocio total del mercado editorial.

#### Rentabilidad y ventas
Las series más vendidas en el mundo son Astérix, Lucky Luke y Tintín para el número total de libros vendidos desde su creación. Otras series populares son Spirou y Fantasio, Los Pitufos (50 millones de libros vendidos), y Blake y Mortimer (30 millones). Ciertos héroes prestigiosos son también famosos en el extranjero (Michel Vaillant, Blueberry, Marsupilami, por ejemplo), a veces gracias a adaptaciones cinematográficas o a series animadas.
Sin embargo, estas cifras no son comparables ni relevantes, a causa de diferencias en cuanto al número de libros incluidos en la serie y la fecha de creación de la serie. Tampoco estiman el dinamismo actual y reciente del mercado de la historieta en los países francófonos, ya que muchas de las series mencionadas son terminadas. También, mientras que las series tradicionales para un público juvenil o de tradición humorística son sin límites en cuanto al número de álbumes, para la mayoría de las series recientes, de tradición realista y para un público mayor de edad, el número de álbumes es limitado (tal serie se llama un "ciclo", a veces con cinco álbumes, y más en caso de alta popularidad).
Tampoco el número total de libros vendidos da una buena estimación del éxito comercial de una serie, ya que no se toma en cuenta la rentabilidad financiera. Ella se valora por las ventas de cada álbum más que por las ventas globales. Así, las series prestigiosas que siguen siendo publicadas conocen éxito notable (el caso de Asterix). Desde los años 1980, entre las series más rentables se encuentran Thorgal (11 millones de libros desde 1980), XIII (10 millones desde 1984) y Largo Winch (8 millones desde 1990). Durante los años 1990 y 2000, la serie Titeuf también ha conocido ventas muy elevadas.
En los últimos años, pocos nuevos álbumes superaron los 50.000 libros ejemplares vendidos : entre 90 y 100 álbumes alcanzan este nivel cada año. Eso significa que algunas series prestigiosas y privilegiadas son muy rentables, pero la mayoría de las series no lo son, con una tirada media por álbum en torno a los 6.000 ejemplares.

### Series más populares
Se han publicado multitud de series, pero no todas han conocido la misma popularidad en los mercados francófono y global. Cuando una serie es popular, es traducida a otras lenguas para ser comercializada en el extranjero. Las series más populares a nivel local e internacional son :
- Astérix de René Goscinny y Albert Uderzo (más de 310 millones de álbumes vendidos)
- Lucky Luke por Morris y Goscinny (más de 300 millones)
- Las aventuras de Tintín de Hergé (más de 200 millones)

| Las series importantes incluyen también : - Spirou y Fantasio por André Franquin, Jijé y otros (1938) - Blake y Mortimer por Edgar Pierre Jacobs (1946) - Los Pitufos por Peyo (1958) - Michel Vaillant por Jean Graton (1959) - Gaston Lagaffe por André Franquin (1960) - Boule et Bill por Jean Roba (1960) - Achille Talon por Greg (1963) - Teniente Blueberry por Jean-Michel Charlier y Jean Giraud (1963) - Iznogud por René Goscinny y Jean Tabary (1966) - Cubitus por Dupa (1969) - Natacha por Wathéry y otros (1971) - Camisas azules por Lambil y Cauvin (1972) - Yoko Tsuno de Roger Leloup (1972) - Yakari por Derib y Job (1977) - Marsupilami por Franquin, Batem y otros (1987) - Titeuf de Zep (1993) | Y para un público mayor de edad: - Bernard Prince por Greg y Hermann (1966) - Barbarella por Jean-Claude Forest (1968) - Valerián y Laureline por Jean-Claude Mézières y Pierre Christin 1970 - El Incal por Moebius y Alejandro Jodorowsky (1970) - Buddy Longway por Derib (1972) - Comanche por Greg y Hermann (1972) - Philémon por Fred (1972) - Arzach por Moebius (1975) - Adèle Blanc-Sec por Tardi (1976) - Jeremiah por Hermann (1979) - Jim Cutlass por Jean Giraud y Christian Rossi (1979) - Thorgal por Grzegorz Rosinski y Jean Van Hamme (1980) - La búsqueda del Pájaro del Tiempo de Serge Le Tendre y Régis Loisel (1983) - XIII por Philippe Francq y Jean Van Hamme (1984) - Largo Winch por William Vance y Jean Van Hamme (1990) - Persépolis por Marjane Satrapi (2000) |

## Impacto cultural y eventos

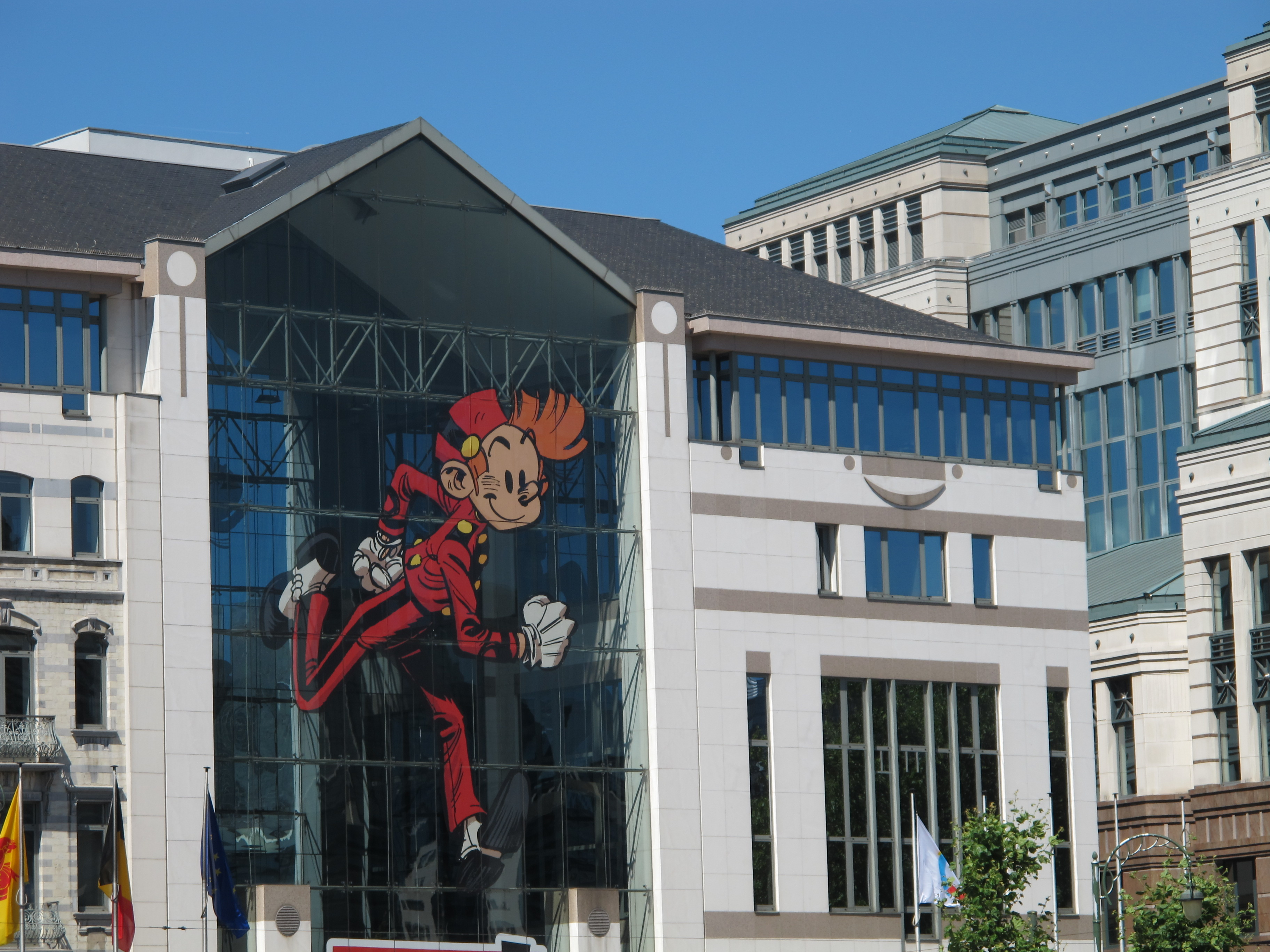
Parte de la Ruta del Cómic de Bruselas

### Reconocimiento cultural y estudio
La historieta no obtuvo un reconocimiento como arte en Francia y Bélgica hasta los años 1960. Durante mucho tiempo, la producción se dirigió a un público juvenil. A partir de los años 1950 y 1960, la calidad de las obras mejoró y se dirigió cada vez más a adultos, y así la historieta empezó imponerse en el paisaje cultural francófono.
En los años 1960 se afianzó una nueva conciencia del medio, creándose instituciones para su estudio como el «Club des bandes dessinées» en 1962, que se convierte en el CELEG («Centre d’Etude des Littératures d’Expression Graphique») dos años después. En 1964 nace la SOCERLID («Société d’Etudes et de Recherches des Littératures Dessinées»), que organiza una monumental exposición de historietas estadounidenses y francesas en el Museo de Artes Decorativas del Palacio del Louvre en 1967, la primera exposición de este tipo. Estas asociaciones lanzan revistas de estudios sobre la historieta, como Giff-Wiff, de la Celeg. Por fin se crea la «Convention de la BD de París», que se organiza cada año desde 1969.
En los años 1970 y 1980 se lanzaron muchos festivales anuales en Francia y Bélgica. El Festival Internacional de la Historieta de Angulema, es el evento más popular, fue creado en 1974. En 1990, se inaugura el CNBDI "(Centre national de la bande dessinée et de l'image") en Angulema. El centro, en cuyas instalaciones se encuentran un museo y una biblioteca, se convierte en 2008 en la CIBDI («Cité internationale de la bande dessinée et de l'image»).

### Festivales
Existen muchos acontecimientos anuales, aniversarios, celebraciones, festivales, reuniones en relación con de la historieta franco-belga. Muchos festivales tienen lugar en ciudades francesas y belgas, reuniendo muchos artistas y autores. En estos festivales, los aficionados pueden encontrar a los artistas, comprar álbumes, visitar exposiciones y escuchar conferencias. También son organizadas exposiciones temporales, y se puede encontrar museos dedicados al noveno arte.
Los festivales anuales más populares incluyen el Festival Internacional de la Historieta de Angulema, que tiene lugar cada año en enero en la ciudad de Angulema (suroeste de Francia). En este festival de cuatro días, creado en 1974, se otorga premios a los artistas más talentosos. Otros festivales internacionales muy conocidos tienen lugar anualmente en las ciudades de Chambéry en Francia también, Bruselas, y Turnhout (festival bianual de "Strip Turnhout", principal festival cuya lengua oficial es el neerlandés) en Bélgica, Sierre (desde 1984) y Tramelan (el festival "Tramlabulle" organizado desde 1996) en Suiza, y Contern (1993) en Luxemburgo. Muchos otros festivales más locales tienen lugar en ciudades francesas (Brignais, Colomiers, Creil, Evreux, Hyères, Illzach, Lys-lez-Lannoy, Montpellier, Lyon, Blois, Aix en Provence, Toulouse, Nîmes, Niort, Montréal-du-Gers, etc). Los festivales internacionales de Charleroi y Durbuy, en Bélgica, desaparecieron en los años 1990.

### Museos, exposiciones y homenajes
Grandes museos, asociaciones e instituciones rinden homenaje al noveno arte. En Angulema se encuentra un gran centro, dirigido por el "Centro internacional de la bande dessinée", una institución cultural pública del gobierno francés, un centro donde se organiza el festival y donde hay un museo, una biblioteca gigantesca (conteniendo álbumes pero también libros académicos sobre el noveno arte). Es el equivalente del "Centro Belga de la Bande Dessinée", cuyo sede se sitúa en Bruselas, y que tiene aún más prestigio. Estos dos centros organizan regularmente exposiciones, cesiones de dedicaduras, conferencias, reuniones y varias actividades para promover la historieta franco-belga en la cultura.
Por cierto, exposiciones son organizadas en varios centros culturales para celebrar una historieta o una serie en particular. Por ejemplo, se celebró una exposición dedicada a Franquin en 2004 y otra consagrada a Hergé en 2007 en París. En cambio, hay pocas iniciativas e instituciones privadas. No obstante, en 2009 se abrió cerca de Bruselas un museo llamado «Museo Hergé». En 1989, el Parc Astérix, un parque de atracciones, fue abierto cerca de París.
También se celebra regularmente aniversarios de historietistas y de series populares.
En los últimos años, otro homenaje ha sido grandes frescos que representan héroes de la historieta: en los años 1990, la ciudad de Bruselas cubrió varias paredes inútiles con gigantescas pinturas representando personajes de historietas belgas, y organizó un «recorrido de la BD», que es una atracción cultural muy popular para los turistas.
Por fin, la historieta franco-belga constituye un mercado comercial significativo y amplio. Hay muchísimos productos que se basan en las series más populares: vestimenta, material escolar, alimentos, pequeñas estatuas, peluches, relojes. Para vender estos objetos, los publicadores se asocian a productores. Es un mercado también para muchos coleccionistas, que compran objetos y dibujos a precios cada vez más elevados, sobre todo en vientas a subasta.

### Adaptaciones cinematográficas
La industria cinematográfica se interesó desde muy pronto por la historieta franco-belga. Las primeras películas basadas en historietas de Francia y Bélgica fueron films adaptados de las aventuras de Tintín, con la producción hispanofrancesa El misterio de las naranjas azules en 1965, dirigida por Philippe Condroyer, y luego con Tintín y el misterio del Toisón de Oro , en 1961. También se estrenan films de animación, con Tintin et le temple du soleil en 1969 y Tintín y el lago de los tiburones en 1972, así como numerosos episodios televisivos animados bajo la dirección de Raymond Leblanc, entonces director de la revista Tintín y de los estudios belgas Belvision.
La serie Astérix también fue adaptada en filmes y animaciones, que tuvieron aún más éxito. Esta serie tuvo una primera adaptación con Astérix el Galo (1967), dirigida por los autores, quienes también dirigieron las películas animadas Astérix y Cleopatra (1968) y Las doce pruebas de Astérix (1976). De las adaptaciones posteriores destacan Astérix y la sorpresa del César (1985) y Astérix en América (1994). Sin embargo, las adaptaciones más populares fueron las películas con actores reales: Astérix y Obélix contra César (1999), Astérix y Obélix: Misión Cleopatra (2002) y Astérix en los Juegos Olímpicos (2008).
Hubo adaptaciones para otras series, tales como Lucky Luke, con la serie televisada realizada por Terence Hill en 1991, que se inspiraba en la historieta del belga Morris. En 2004 se realizó una adaptación cinematográfica de El Teniente Blueberry, de Charlier y Giraud (Blueberry. La experiencia secreta) de la mano de Jan Kounen que cosechó poco éxito de crítica y público y fue protagonizada por Vincent Cassel (Mike S. Blueberry), Juliette Lewis (Maria Sullivan) y Michael Madsen (Wallace Sebastian Blount). Una nueva película de Lucky Luke fue realizada en Francia en 2009. En los años 2000, también se publicaron adaptaciones de Michel Vaillant (2003), Iznogud (2004), Largo Winch (2008), XIII (2008) y Adèle Blanc-Sec (2009).
Steven Spielberg realizó en 2010 una nueva versión de las aventuras de Tintín: Las aventuras de Tintín: el secreto del Unicornio.
En los años 1990 y 2000, se han producido varias series animadas basadas en historietas para la juventud, incluyendo Boule y Bill, Cubitus, Lucky Luke, Marsupilami, Michel Vaillant, Rantanplan, Titeuf, Yakari, Los Pitufos, Spirou y Fantasio.